# Idrætsfilmen Internationale
Idrætsfilmen Internationale er en dansk propagandafilm fra 1929 med instruktion og manuskript af Ejnar Krenchel.

## Handling
Filmen foregår i Danmark, Rom og Wien med mellemspil fra Grækenland for 2000 år siden. I filmen medvirker i øvrigt flere hundrede idrætsfolk, heriblandt en række af de mest kendte indenfor idrættens forskellige grene i Danmark, samt lejrsportsfolk fra Danmarks socialdemokratiske Ungdom.

## Medvirkende
- Ernst Larsen - Ernst, københavnsk bagersvend
- Helge Rassow - Rodolfo, romersk lazzaron
- Freddy Heinze - Peppo, romersk lazzaron
- Kamma Ejram - Pia Bianchi
- Georg Christensen - Restauratør Bianchi, Pias far
- Axel Hertz - Rasetti, fascistfører
- Carl Bergmann - Officer
- L. Dyrhauge-Lundbeck - Snobboni, formand i fascisternes fægteklub
- Rudolf Broby-Johansen - Digteren
- Walther Door - Krigsveteranen
- Margrethe Brock-Nielsen - Danserinde
- Bente Hørup - Danserinde
- Else Højgaard - Danserinde
- Gerda Petersen - Danserinde
- Otto Thoresen - Danser
- Paul Rohde